# Adelges karamatsui
Adelges karamatsui är en insektsart. Adelges karamatsui ingår i släktet Adelges och familjen barrlöss. Inga underarter finns listade i Catalogue of Life.